# Android-x86

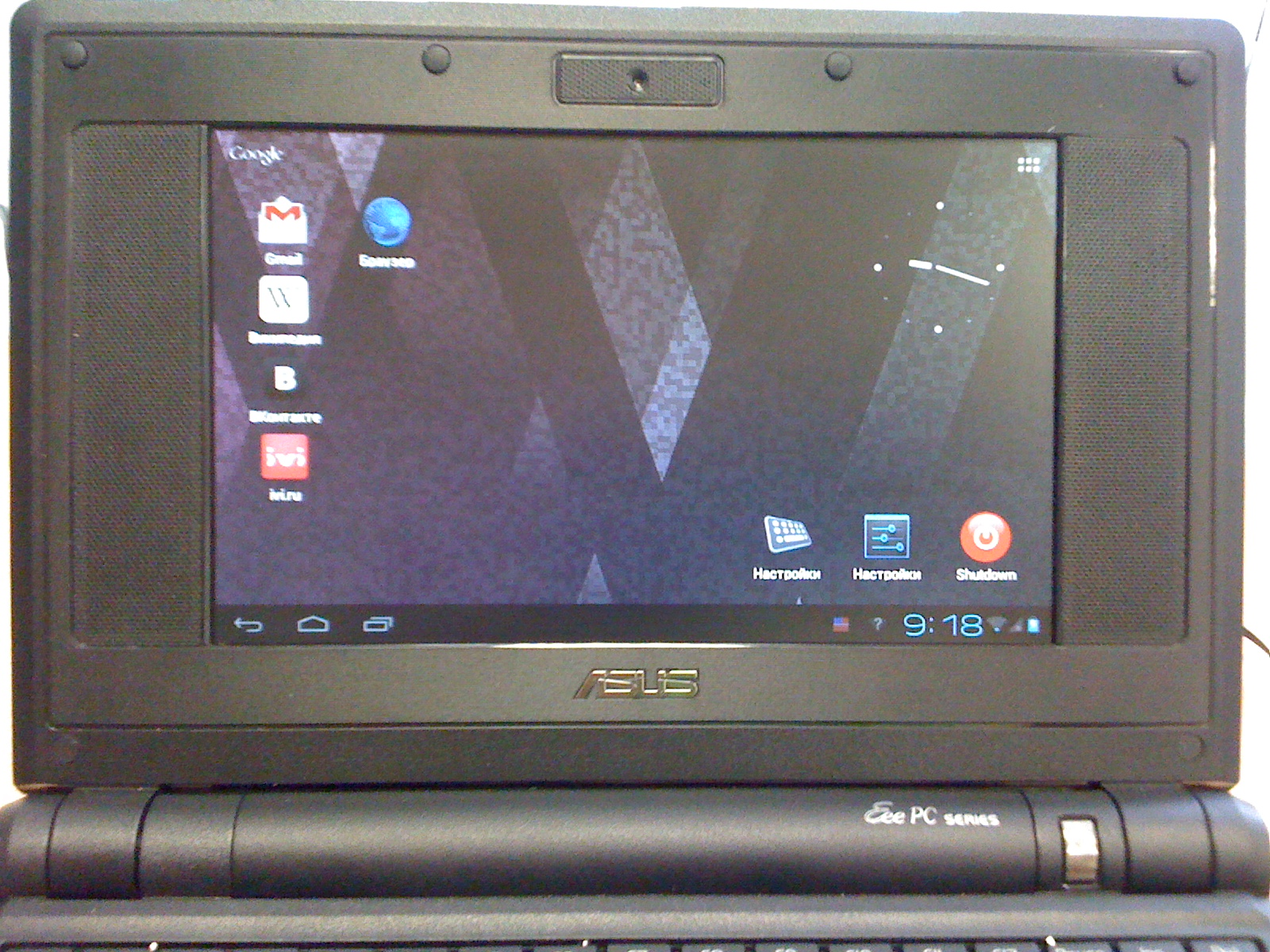
Android-x86 (ASUS Eee PC)

Android-x86とはAndroidモバイルオペレーティングシステムをx86命令セットアーキテクチャに移植したオペレーティングシステムである。x64版も存在する。
このプロジェクトは、AndroidをネットブックやUltra-Mobile PC、特にASUS Eee PCで動かすための、Androidのソースコードに対する一連のパッチとして始まった。
黄志偉らがこのプロジェクトを支えている。

## Project Celadon
インテルはAndroid-x86の派生としてAndroid-IAプロジェクトを開始した。このプロジェクトではAndroid OSをIntel Medfieldアーキテクチャのようなx86ベースのモバイルプラットフォームに移植することを目的にしているとされていた。Android-IAはその後Celadonという名前のプロジェクトに移管された。CeladonはIntelプラットフォームに完全最適化されたオープンソースのAndroidディストリビューションである。